# Zataženo, občas trakaře 2
Zataženo, občas trakaře 2 (v anglickém originále Cloudy with a Chance of Meatballs 2) je americký animovaný film z roku 2013. Režisérem filmu je duo Cody Cameron a Kris Pearn. Hlavní role ve filmu ztvárnili Bill Hader, Anna Faris, James Caan, Andy Samberg, Neil Patrick Harris, a Benjamin Bratt.

## Obsazení
| Bill Hader          | Flint Lockwood           |
| Neil Patrick Harris | opice Steve              |
| Anna Faris          | Samantha „Sam“ Sparksová |
| James Caan          | Timothy Lockwood         |
| Andy Samberg        | Brent McHale             |
| Mr. T               | strážník Earl Devereaux  |
| Bobb'e J. Thompson  | Calvin Devereaux         |
| Benjamin Bratt      | Manny                    |
| Al Roker            | Patrick Patrickson       |
| Lauren Graham       | Frances Lockwoodová      |
| Will Forte          | Joseph Towne             |